# Nationaal Park Zuid-Kennemerland
Nationaal Park Zuid-Kennemerland is een nationaal park in de provincie Noord-Holland ten westen van Haarlem gekenmerkt door een duin- en strandwallenlandschap. Het beslaat het zuidelijk deel van Kennemerland en ligt op grondgebied van de gemeenten Bloemendaal, Velsen en Zandvoort.

## Geschiedenis
Het park komt voort uit het in 1950 opgerichte nationaal park Kennemerduinen en werd in 1995 onder de huidige naam ingesteld. Het is ongeveer 38 km² groot en ligt langs zee, tussen Zandvoort en IJmuiden.

## Beheerders
Het gebied wordt gezamenlijk beheerd door Vereniging Natuurmonumenten, Staatsbosbeheer, de NV PWN Waterleidingbedrijf Noord-Holland, IVN, het hoogheemraadschap van Rijnland, de omliggende gemeenten en particulieren.

## Bezoekerscentrum
In de duinen bij Overveen bevindt zich het bezoekerscentrum van het nationaal park, Bezoekerscentrum De Kennemerduinen. De  expositie in het bezoekerscentrum geeft informatie over dieren en planten die leven in Nationaal Park Zuid-Kennemerland alsook de historie van de duinen. Omstreeks 2009 verwelkomde het park zo’n 2 miljoen bezoekers per jaar.

## Oorlogsmonument
Aan de Zeeweg die door de duinen loopt ligt Eerebegraafplaats Bloemendaal, waar honderden vermoorde verzetsstrijders uit de Tweede Wereldoorlog begraven liggen.

## Geografie
Zuid-Kennemerland bestaat hoofdzakelijk uit duinen. Ook enkele landgoederen, duinrandbossen en stranden behoren tot het gebied. Het hoogste punt is de ruim 45 meter hoge Brederodeberg in het bosrijke oostelijke deel. Dit duin tussen ingang Duin en Kruidberg en Bleek en Berg. De begroeiing maakt dat vanaf de top geen uitzicht op de omgeving mogelijk is. Het net buiten het park gelegen Kopje van Bloemendaal (43 meter; met uitkijktoren 52 meter) biedt wel een weids uitzicht over het nationaal park, de zee, de hoogovens bij IJmuiden, de stad Haarlem en verder.
Actuele toegankelijkheid paden door weers- en/of broedseizoen invloeden
Fiets- & wandel-kaart

## Flora
In de kalkrijke duinen komen voor Nederland zeldzame plantensoorten voor. De duinen achter de zeereep zijn begroeid met besdragende struiken, die allerlei zangvogels aantrekken.

## Fauna

### Vogels
Er zijn ruim honderd verschillende vogelsoorten waargenomen.

### Zoogdieren
In het park zijn, behalve de gehouden grote grazers, damherten, eekhoorns, egels, konijnen, reeën, vossen en andere zoogdieren waar te nemen.

#### Grote grazers
In het gebied verzorgen Schotse hooglanders, shetlandpony's, en konikpaarden deels het beheer. Sinds 2007 zijn er ook wisenten, er is een observatiepad en een uitkijkpunt in het afgerasterde wisentgebied.

### Insecten
Er zijn bijna twintig verschillende vlindersoorten gezien. Het park is een van de drie plaatsen in Nederland waar het locomotiefje voorkomt, een sprinkhaan.

## Deelgebieden
- Kennemerstrand
- Heerenduinen
- Landgoed Duin en Kruidberg
- Kennemerduinen
- Wethouder van Gelukpark
- Kraansvlak
- Koningshof
- Landgoed Elswout
- Middenduin
- Brouwerskolk